# متلازمة ذكر إكس إكس
متلازمة ذكر إكس إكس (بالإنجليزية: XX male syndrome)‏ هي حالة خِلقية نادرة يجمع فيها الفرد بين النمط الجيني الأنثوي والخصائص الذكورية الظاهرية والتي يمكن أن تختلف بين الحالات. في 90٪ من هؤلاء الأفراد تحدث المتلازمة بسبب عدم التساوي في التعابر بين الكروموسومات X وY خلال الانقسام الاختزالي في الأب، وينتج عن ذلك كروموسوم X يحتوي على جين SRY والذي يوجد عادة على كروموسوم y. عندما يندمج الكروموسوم X المحتوي علي جين SRY من الأب مع الكروموسوم X العادي من الأم أثناء عملية الإخصاب، تكون النتيجة ذكر نمطه الجيني XX.
يتم تشخيص هذه المتلازمة باستخدام وسائل الكشف المختلفة وتبلغ نسبة حدوثها حوالي 1 لكل 20,000 من الذكور حديثي الولادة، مما يجعلها أقل شيوعًا بكثير من متلازمة كلاينفلتر. العلاج غير ضروري من الناحية الطبية، لكن يختار بعض الأفراد الخضوع للعلاج ليبدون أكثر ذكورة أو أنوثة.
يجب عدم الخلط بين متلازمة ذكر إكس إكس وبين تحديد الجنس في بعض أنواع الثدييات غير البشرية التي تفتقر إلى الكروموسوم Y.

## علامات وأعراض
ينقسم مظهر الذكور في متلازمة XX إلي ثلاث فئات: 1) ذكور لديها أعضاء تناسلية داخلية وخارجية طبيعية، 2) ذكور لديها أعضاء تناسلية خارجية مبهمة، 3) ذكور لديها أعضاء تناسلية داخلية وخارجية مبهمة (الخنوثة الحقيقية).
قد تأتي الأعضاء التناسلية الخارجية ببعض العيوب الخلقية مثل الإحليل التحتي، وصغر القضيب، والبظر الضخم. في الغالب، يختلف مظهر أعضاء الذكور في متلازمة XX عن الذكور العاديين XY من حيث أنها أقل في الطول والوزن.
معظم الذكور في متلازمة XX لديهم خصيتين صغيرتين ومصابون بالعقم ولديهم زيادة في نسبة وجود الخصيتين خارج مكانهم الطبيعي مقارنةً بالذكور العاديين. والبعض لديهم كميات أقل من شعر الجسم بالإضافة إلى انخفاض الرغبة الجنسية.
بينما لديهم في بعض الأحيان خصائص أنثوية بدرجات متفاوتة من التثدي ولكن بدون وجود نسيج مولَّرِي داخل البطن.
وفقًا للبحوث في مراكز العلوم الصحية في جامعة أوكلاهوما، على الرغم من وجود خصائص أنثوية ظاهرية لدي ذكور متلازمة XX إلا أن تصرفاتهم عادة ما تكون ممثلة للذكورة.

### الإذكار
درجة وجود النمط الظاهري الذكوري لدى أفراد متلازمة XX متغيرة بشكل كبير حتى بين الأفراد التي لديها جين SRY. إذ أنه عادة ما يتشكل النمط الظاهري للذكور بشكل كامل في وجود جين SRY، ولكن في بعض الحالات يمكن أن يؤدي وجود جين SRY إلى عدم وضوح الأعضاء التناسلية الداخلية والخارجية.
في الإناث الطبيعية XX يحدث تعطيل لأحد الكروموسومات وبالتالي يصبح لديها نسخة واحدة معطلة من الكروموسوم X. يُعتقد أن تعطيل الكروموسوم X في ذكور متلازمة XX الذين لديهم جين SRY قد يكون مسؤولاً عن التباس الأعضاء التناسلية، والذكورة غير المكتملة.
مع وجود جين SRY؛ يكون الكروموسوم X نشطا في 90% من الحالات، وهذا ما يفسر في كثير من الأحيان وجود النمط الظاهري الذكوري الكامل في ذكور متلازمة XX ممن لديهم جين SRY.
في 10 ٪ المتبقية، تمتد عملية تعطيل الكروموسوم X لتشمل أيضا جزءًا من جين SRY، وهذا ما يفسر وجود ذكورة غير مكتملة في بعض الأحيان.

## الوراثة
لدى الذكور عادة كروموسوم X واحد وكروموسوم Y واحد في كل خلية ثنائية من أجسامهم. أما الإناث لديها عادة اثنين من الكروموسوم X. لدى ذكور متلازمة XX الذين لديهم جين SRY اثنين من الكروموسوم X، واحد منهم يحتوي على مواد وراثية من كروموسوم Y، مما يجعلهم ذكوريي المظهر ولكنهم إناث وراثيًا.

### إيجابية جين SRY

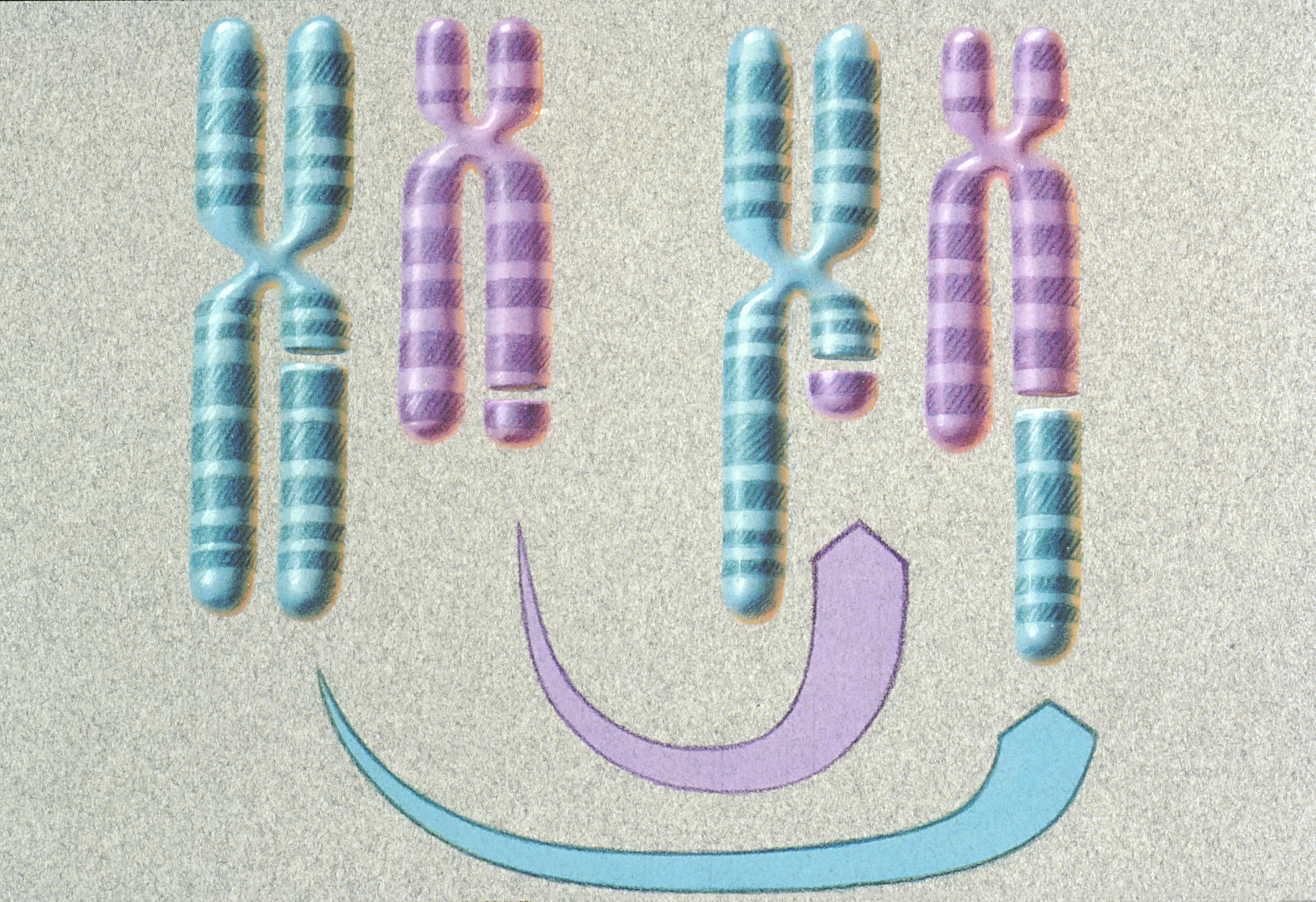
مثال للتعابر بين الكروموسومات.

يلعب جين SRY دورًا هامًا في تحديد الجنس عن طريق إعطاء الإشارة إلي بدء تكوين الخصية. في معظم ذكور متلازمة XX يوجد جين SRY. يحتوي طرف الكروموسوم Y على جين SRY، وأثناء عملية التأشيب، يحدث نقل جين SRY من الكروموسوم Y ليصبح جزءًا من الكروموسوم X. يؤدي وجود جين SRY المنقول إلى تكوين جنين ذي خصائص ذكورية.

### سلبية جين SRY
في حالات نادرة، لا يملك الذكر في متلازمة XX جين SRY. السبب الدقيق لهذه الحالة غير معروف ولكن من الممكن أن يكون بسبب حدوث طفرات في جين SOX9 قد تساهم في هذه المتلازمة، لأن SOX9 يلعب دورًا في تمايز الخصيتين أثناء عملية تشكُّل الجنين. السبب الآخر المقترح هو حدوث طفرات في جين DAX1 الذي يشفر مستقبل هرمون نووي. يقوم DAX1 بقمع الجينات الذكرية، لذلك إذا كان هناك فقدان لوظيفة DAX1، فيمكن أن تتكون الخصيتين في فرد متلازمة XX.

## التشخيص
في الحالات التي يتم فيها تشخيص فرد لديه التباس في الأعضاء التناسلية مثل القضيب الصغير أو الإحليل التحتي، يمكن استخدام جراحة استكشافية لتحديد ما إذا كانت الأعضاء التناسلية الداخلية للذكور أو للإناث موجودة أم لا.
يمكن عمل النمط النووي القياسي ليحدد بشكل خلوي أن الفرد ذو النمط الظاهري الجزئي أو الكامل، لديه نمط وراثي XX.
يحدد التهجين الموضعي المتألق وجود أو غياب جين SRY.
يمكن تحديد موقع الجين SRY باستخدام التهجين في موقع مفلور.
تتضمن المؤشرات اثنين من الخصيتين اللتين لم تهبطا في القناة الإربية، على الرغم من أن هذا يُرى في أقلية من الذكور XX، وغياب الأنسجة المولرية.

## العلاج
الذكور في متلازمة XX مصابون بالعقم لعدم وجود حيوانات منوية ولا يوجد حاليًا أي علاج لهذا العقم. يمكن معالجة حالات الغموض التناسلي، لكن ليس لأسباب طبية، باستخدام العلاج الهرموني أو الجراحة أو كليهما.
بما أن متلازمة XX للذكور تختلف في أعراضها، فإن وسائل العلاج تختلف بشكل كبير أيضًا. في بعض الحالات يمكن إجراء جراحة لإزالة الأعضاء التناسلية الأنثوية كليًا أو جزئيًا ويمكن أن يتبع ذلك جراحة تجميلية لجعل الشخص يبدو خارجيًا أكثر ذكورة. وعلى العكس من ذلك قد يرغب الفرد في أن يصبح أكثر أنوثة ويمكن الخضوع لعملية لجعل الأعضاء التناسلية الغامضة تبدو أكثر أنوثة أو بمساعدة العلاج الهرموني.

## وصلات خارجية
- GeneReviews/NCBI/NIH/UW entry on 46,XX Testicular Disorder of Sex Development
- GeneReviews/NCBI/NIH/UW entry on 46,XY Disorder of Sex Development and 46,XY Complete Gonadal Dysgenesis